# Bonnie Root
Bonnie Root (Portland (Oregon), 24 augustus 1975) is een Amerikaanse actrice.

## Biografie
Root werd geboren in Portland (Oregon) en woont nu in Los Angeles.

## Filmografie

### Films
Uitgezonderd korte films.
- 2022 The Movie - als Janet / Claudia
- 2018 Cruel Hearts - als Teri Walker
- 2016 No Way to Live - als Bea
- 2009 Flower Girl – als Victoria Darling
- 2009 Love Takes Wing – als mrs. Pine
- 2007 Rails & Ties – als Laura Danner
- 2006 Company Town – als agente Shauna Ashfield
- 2005 Next Exit – als Mona
- 2005 Don't Tell – als Izzy
- 2004 The Ranch – als Emily
- 2004 Killer Diller – als Ladonna
- 2002 Dancing at the Harvest Moon – als Diane Webber
- 2001 Beyond the Pale – als Rhiannon
- 2000 In the Weeds – als Becky
- 1999 Coming Soon – als Stream Hodsell
- 1997 The Accident: A Moment of Truth Movie – als Lizzie Williams
- 1997 Touch Me – als Julie
- 1997 Home Invasion – als Willow Patchett
- 1996 Eden – als Lucy

### Televisieseries
Uitgezonderd eenmalige gastrollen.
- 2006-2008 Cold Case – als assistente-officier van justitie Alexandra Thomas – 6 afl.
- 2006 As the World Turns – als Eve Coleman Browning – 23 afl.
- 1998-1999 Trinity – als Amanda McCallister – 9 afl.

- Gemeinsame Normdatei: 143770063
- Virtual International Authority File: 169306126